# Erei
Erei es una ciudad censal situada en el distrito de Bhadrak en el estado de Odisha (India). Su población es de 7890 habitantes (2011). Se encuentra a 108 km de Cuttack  y a  133 km de Bhubaneswar.

## Demografía
Según el censo de 2011 la población de Erei era de 7890 habitantes, de los cuales 3985 eran hombres y 3905 eran mujeres. Erei tiene una tasa media de alfabetización del 79,79%, superior a la media estatal del 72,87%: la alfabetización masculina es del 86,19%, y la alfabetización femenina del 73,23%.